# (31781) 1999 KZ2
1999 KZ2 (asteroide 31781) é um asteroide da cintura principal. Possui uma excentricidade de 0.01789710 e uma inclinação de 3.00326º.
Este asteroide foi descoberto no dia 17 de maio de 1999 por Spacewatch em Kitt Peak.